# Malthonica lehtineni
Malthonica lehtineni là một loài nhện trong họ Agelenidae.
Loài này thuộc chi Malthonica. Malthonica lehtineni được miêu tả năm 2005 bởi Guseinov, Yuri M. Marusik & Koponen.